# حركة حباد
حركة حباد (بالعبرية: חסידות חב"ד ליובאוויטש) هي حركة حسيدية في اليهودية الأرثوذكسية وهي واحدة من أكبر الحركات الحسيدية المعروفة في العالم، المقر الرسمي لها في بروكلين بنيويورك ، وهي أكبر منظمة يهودية في العالم، وقد أسسها الحاخام شنيور ملادي عام 1788 ، وقد نشأت الحركة في بيلاروسيا، ثم انتقلت إلى لاتفيا، ثم بولندا، ثم الولايات المتحدة الأميركية، عام 1940.